# مارکل فولتز
مارکل ان‌گای فولتز (انگلیسی: Markelle N'Gai Fultz؛ زادهٔ ۲۹ مهٔ ۱۹۹۸) بازیکن بسکتبال اهل ایالات متحده آمریکا است.
از باشگاه‌هایی که در آن بازی کرده‌است می‌توان به فیلادلفیا سونتی‌سیکسرز اشاره کرد.